# Peggy Guggenheim

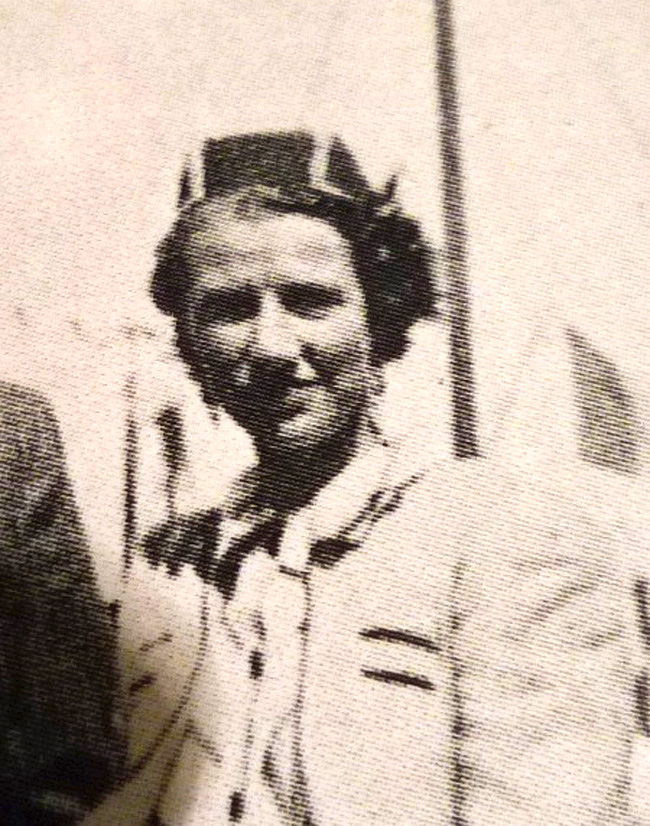
Peggy Guggenheim in 1937

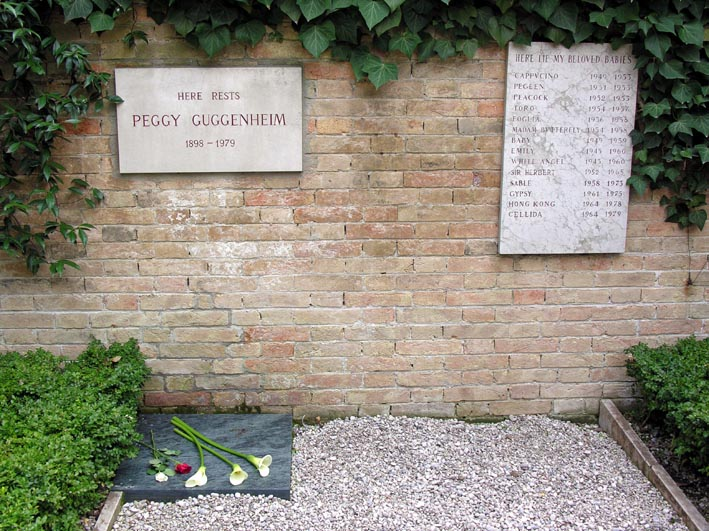
Het graf van Peggy Guggenheim in de tuin van het Palazzo Venier dei Leoni. Naast haar liggen haar hondjes begraven.

Marguerite (Peggy) Guggenheim (New York, 26 augustus 1898 - Padua, 23 december 1979) was een Amerikaanse die bekendstond om haar kunstverzameling.

## Levensloop
Peggy Guggenheim werd in een rijke Joodse familie uit New York geboren. Haar vader was Benjamin Guggenheim, die omkwam bij de ramp met de Titanic in 1912. Zij was een nicht van Solomon Guggenheim, de stichter van de Solomon R. Guggenheim Foundation.
Zij ontving net als haar zussen privé-onderwijs en reisde elk jaar met haar vader naar Europa waar hij zijn kinderen liet kennismaken met musea en opera's.
Op eenentwintigjarige leeftijd ontving zij een grote erfenis van 2,5 miljoen dollar. Als medewerker in een avant-garde boekhandel raakte zij gefascineerd door het vrijgevochten leven binnen het wereldje van moderne kunstenaars. In 1920 vertrok zij naar Parijs, waar zij vertrouwd raakte in de wereld van schrijvers en beeldende kunstenaars, waarvan velen in armoede leefden in de wijk Montparnasse. Man Ray fotografeerde haar en zij maakte kennis met kunstenaars als Constantin Brancusi en Marcel Duchamp, die zij daarna in hun werk zou ondersteunen.
Peggy Guggenheim trouwde met Laurence Vail, een dadaïstische beeldhouwer en schrijver. Zij kregen samen twee kinderen en scheidden in 1928. Zij opende in 1938 een galerie voor moderne kunst in Londen met werk van Jean Cocteau. Vervolgens begon zij zelf kunst te verzamelen.
Na het uitbreken van de Tweede Wereldoorlog kocht zij veel abstract en surrealistisch werk aan. Uiteindelijk beschikte zij over tien Picasso's, veertig werken van Max Ernst, acht van Joan Miró, vier van René Magritte, drie van Man Ray, drie van Salvador Dalí, een van Paul Klee en een van Marc Chagall. Ze bewonderde ook het werk van John Tunnard (1900-1971), en zijn ontdekking als belangrijke exponent van het modernisme is aan haar toe te schrijven.
Nadat zij aldus een indrukwekkende verzameling van moderne kunst had opgebouwd, keerde zij terug naar New York, waar zij in 1942 een galerie opende onder de naam Art of This Century. Zij droeg in sterke mate bij aan de promotie van het werk van moderne kunstenaars, waaronder de Amerikaanse kunstschilder Jackson Pollock, de dichter Ada Verdun Howell en de Duits-Franse kunstschilder Max Ernst, met wie zij in 1942 trouwde.
Na de oorlog en haar scheiding van Max Ernst in 1946 keerde zij terug naar Europa. Zij bracht haar collectie onder in het Palazzo Venier dei Leoni in Venetië. Dit was in die tijd een van de weinige collecties in Europa waarin veel Amerikaanse kunst was vertegenwoordigd. In de vroege jaren 60 hield zij op met het zelf verzamelen en legde zich toe op het tentoonstellen van haar bezit. Zij gaf haar werk in bruikleen bij diverse musea in Europa en Amerika, waaronder het museum in New York dat de naam droeg van haar oom Solomon R. Guggenheim. Haar huis en haar verzameling liet zij bij haar dood na aan de Solomon R. Guggenheim Foundation.
Peggy Guggenheim woonde in Venetië en werd in 1962 uitgeroepen tot ereburger van de stad. Na haar dood werd haar as begraven in de tuin van het Palazzo Venier dei Leoni.

## Museum
De Peggy Guggenheim Collection, dicht bij het Canal Grande, is het belangrijkste museum in Italië op het gebied van Amerikaanse en Europese kunst uit de eerste helft van de 20e eeuw.
De collectie omvat werk uit de genres kubisme, surrealisme en expressionisme van veel bekende kunstschilders van de moderne kunst en schilderkunst van de 20e eeuw.